# Ихтиодектиды
Ихтиодектиды (лат. Ichthyodectidae) — семейство вымерших мезозойских лучепёрых рыб из отряда ихтиодектообразных (Ichthyodectiformes), которые находятся в основании ствола костистых рыб. Ранее сближались с араванообразными, пахикормообразными или тарпонообразными.

## Описание
Крупные и очень крупные (до 6 метров длиной) преимущественно хищные рыбы. Тело веретенообразное, часто удлинённое, высокие спинной и анальный плавники сдвинуты к хвосту, грудные плавники длинные, брюшные также хорошо развиты. Хвостовой плавник равнолопастный, глубоко вырезанный, полулунный. Челюсти массивные, зубы у большинства крупные, клыкообразные. Рот косой, направлен вверх. Передние уроневралии расширены, перекрывают боковые поверхности предхвостовых позвонков. Часть дна носовой капсулы составляет необычной формы решётчато-нёбная кость. Чешуя крупная, ромбическая или округлая. Преимущественно морские рыбы, некоторые найдены в лагунных и даже пресноводных отложениях.
Около 10—15 родов, из ранней юры — позднего мела всех материков.

## Представители

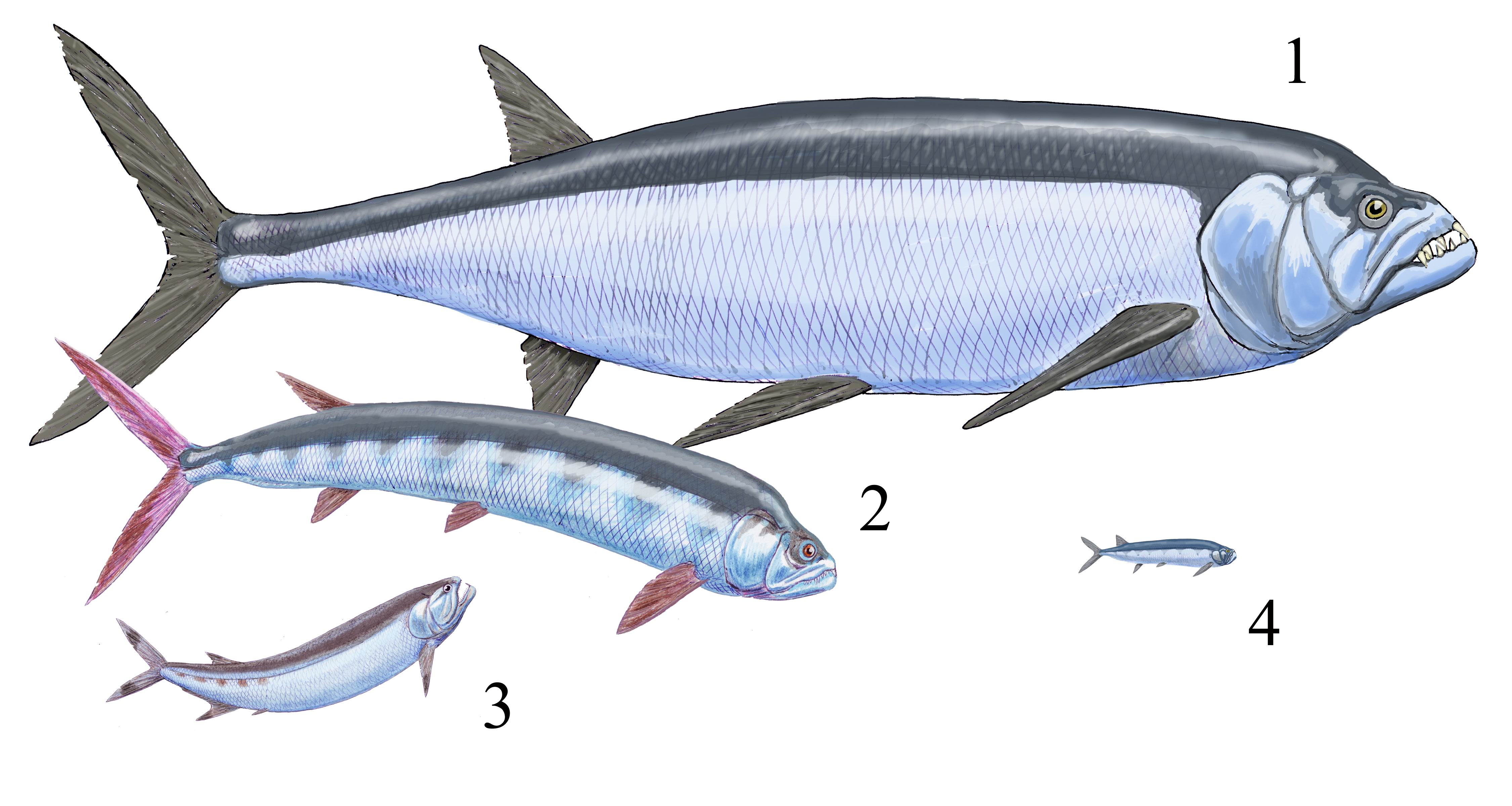
1 — Xiphactinus audax
2 — Ichthyodectes ctenodon
3 — Cladocyclus gardneri
4 — Chirocentrites coronini

Самый ранний известный род — Thrissops — из верхней юры (киммеридж — титон) Европы и Поволжья. Это некрупные морские рыбы, до 50 см длиной. Полные отпечатки представлены в фауне Зольнхофена. Руководящие ископаемые верхнеюрской эпохи. От более поздних родов отличается, в частности, длинным анальным плавником. Живородящие рыбы.
Нижнемеловые представители семейства известны практически со всех материков. Все они весьма сходны между собой. Род Chirocentrites из неокома — сеномана Югославии достигал лишь 30 см в длину. Род Cladocyclus был описан Луи Агассисом в 1841 году на основании отпечатков из нижнего мела (апт) формации Крато в Бразилии. Род известен также из нижнего мела Марокко. Эта рыба достигала 1,3 метров в длину, она найдена в лагунных и пресноводных отложениях. Род Cooyoo происходит из альба Австралии, Faugichthys — из нижнего мела Европы.
Верхнемеловые ихтиодектиды стали очень крупными пелагическими хищниками. Самый знаменитый представитель — ксифактин из альба — кампана Северного полушария и Австралии — до 6 метров в длину. Типовой род семейства — Ichthyodectes — происходит из мела (альб — кампан) Европы, Северной Америки и Северной Африки. Это крупный хищник до 3 метров длиной. Близкий род Gillicus известен как добыча ксифактина (знаменитая «рыба в рыбе»). Эта двухметровая ихтиодектида обладала довольно мелкими зубами, но была активным хищником.
К семейству могут принадлежать крайне необычные верхнемеловые Saurodontinae, отличавшиеся странным нижнечелюстным «ростром». Два рода (Saurocephalus и Saurodon) происходят из коньяка — маастрихта Северной Америки и Европы.
Семейство не пережило конца мела (предположительно раннетретичный род  Prymnites происходит всё же из верхнего мела Мексики).
По образу жизни ихтиодектиды напоминали современных тарпонов и «волчьих сельдей» — дорабов — крупных пелагических хищников. Для триссопса, как указывалось выше, описано живорождение. Не исключено, что живородящими были и другие представители группы.

## Классификация
Базальные роды или роды incertae sedis
- Asiamericana? Nesov, 1995
- Chirocentrites Heckel, 1849
- Cladocyclus Agassiz, 1841
- Cooyoo Bartholomai & Less, 1987
- Eubiodectes Hay, 1903
- Faugichthys Taverne & Chanet, 2000
- Heckelichthys Taverne, 2008
- Thrissops Agassiz, 1843
- Unamichthys Alvarado-Ortega, 2004

Подсемейство Saurodontinae
- Gwawinapterus Arbour & Currie, 2011[2]
- Prosaurodon Stewart, 1999
- Saurocephalus Harlan, 1824
- Saurodon Hay, 1830

Подсемейство Ichthyodectinae
- Gillicus Cope, 1875
- Ichthyodectes Cope, 1870
- Vallecillichthys Blanco & Cavin, 2003
- Xiphactinus Leidy, 1870